# Prinsenwijk (Oranjewoud)
De Prinsenwijk (Fries en officieel: Prinsewyk) is een kanaal in de gemeente Heerenveen in de Nederlandse provincie Friesland.
De Prinsenwijk begint aan de oostzijde van de plaats Heerenveen in de buurt Het Meer. Het kanaal was oorspronkelijk een verbinding tussen de Schoterlandse Compagnonsvaart en de Tjonger. In de jaren zestig werd het deel van Schoterlandse Compagnonsvaart tussen Heerenveen en De Knipe gedempt. Langs de Woudsterweg loopt de Prinsenwijk in zuidelijke richting. In 2003 werd het kanaal en het omliggende gebied aangepast vanwege de bouw van Museum Belvédère. In het kanaal werd een dam aangebracht en kwam er een waterplas aan de oostzijde van de wijk Skoatterwâld. In Het Oranjewoud, een rijkswege beschermd dorpsgezicht in Oranjewoud, loopt het kanaal langs Landgoed Oranjewoud, De Overtuin en landgoed Oranjestein. Het kruist de Bieruma Oostingweg en de Schoterlandseweg bij Oudeschoot. Het 4.5 kilometer lange kanaal mondt uit in de Tjonger.

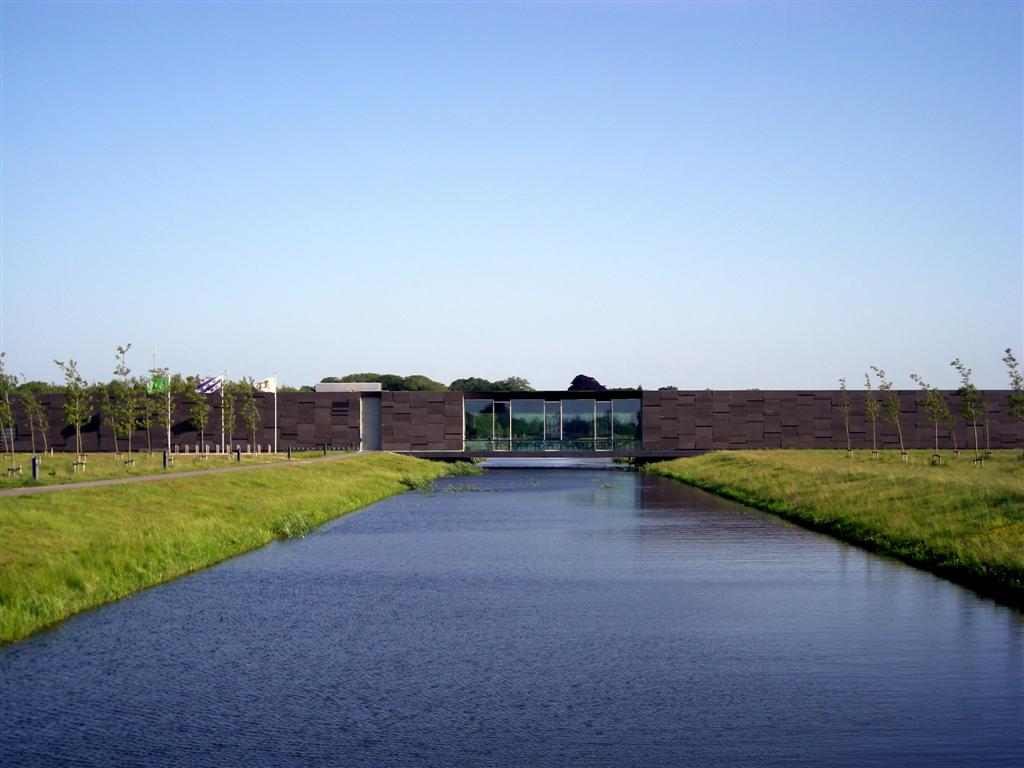
De Prinsenwijk onder Museum Belvédère